# Páduai Szent Antal-Társulat
A Csíksomlyói Páduai Szent Antal Társulat otthont biztosított nemre és korra való tekintet nélkül  mindazok számára,  akik bizalmukat Szent Antalba helyezték.
A Társulat jelentős helyet foglalt el a csíksomlyói tanulóifjúság életében, ők terjesztették el  Erdélyben Szent Antal tiszteletét.

## Története
Losteiner Leonárd szerint a  Páduai Szent Antal-Társulat 1720-ban kezdte meg tevékenységét, amikor a csíksomlyói ifjúság Szent Antalt égi védnökül választotta.
1741-től kezdődően a csíksomlyói ifjúság Szent Antal ünnepét megelőző kilenc kedden a Mária Társulat labaruma alatt körmenetben vonult ki a Kissomlyó-hegy oldalán álló Szent Antal kápolnához.
1772-ben P. Raffain Ágoston provinciális engedélyt kért báró Bajthay  Antal püspöktől egy Szent Antalról elnevezett társulat felállítására, amelyet 1772. október 18-án Bajthay püspök jóváhagyott.
A Szent Antal Társulatot a XIV. Kelemen pápa által kiadott “Cum sicut accepimus” kezdetű bullájának szellemében alakították meg. A bullában kiemelt búcsúkegyelmeken kívül, újabb engedményekért  fordultak a Szentszékhez.
Dr. P. Boros Fortunát így ír az engedményről:
“Azért 1772. december 22-én  nyert engedmény alapján mindaz a katolikus hívő, aki Szent Antal ünnepe után közvetlenül nyolc napon át a csíksomlyói kegytemplomot meglátogatja, gyónik, áldozik és imádkozik, évenkint egyszer teljes búcsúban részesül. Ez az engedmény hét évre szólott.   Ugyanazon napon kelt harmadik engedmény ugyancsak hét évi terjedelemmel, amelyeket azután mindig meg lehetett hosszabbítani, teljes búcsúban részesülhetett mindazon katolikus hívő, aki Szent Antal ünnepe előtt kilenc kedden a Kis-Somlyó hegyére, a Szent Antal-kápolnához vezetett körmeneten részt vesz, gyónik, áldozik s valamelyik templomban imádkozik, az utolsó kedden teljes búcsút nyerhet.”  
Abban az időben az emberek szemében,  ezek az engedmények nagyobb jelentőségűek voltak  mint napjainkban.
A Csíksomlyói Páduai Szent Antal-Társulat 1773. április 13-án alakult meg.
A megalakulási törzskönyv címe:
“Album Archi Confraternitatis Seraphici St. Thaumaturgi Divi Antonii De Padua in Conv. Csík fratrum. Min. Str. Obs. Ad B. V. Visitantem erectae Anno 1773. die 13. Aprilis.”
1779. december 3-án kiadott levelében VI. Pius pápa elődjének engedélyét a következőképpen módosította:
„Szent Antal kilenced első és utolsó keddjén az ismert föltételek mellett teljes búcsút engedélyezett, és a közbeeső keddek egyikén pedig, amelyet a megyés püspök határoz meg, hét évi és negyvennapi búcsút.”
1785-ben  II. József beszüntette  a Páduai Szent Antal-Társulat  működését, amelyet csak 1793-ban indítottak újra.
A Társulatba 1774-ben 175, 1775-ben 228, 1776-ban 144, 1777-ben 261, 1778-ban 214, 1783-ban 473 személy iratkozott be. 1785 - 1792-ig nem volt belépés, 1793-ban már 581 új tag jelentkezett.  
A Csíksomlyói Páduai Szent Antal-Társulatnak 1773-1897. között 7287 tagja volt. Ezt követően a beiratkozott tagok száma csak 1806-ban és 1879-ben haladta meg a 200 személyt. Az utolsó tagokat 1913-ben írták be, összesen három személyt,  egyet Korondról, kettőt pedig Csíkszépvízről.
Szent Antal tisztelete a csíksomlyói tanulóifjúság révén mélyült el, fejlődött és lelkes buzgóságuknak köszönhetően  terjedt az emberek között.

## A Társulat egyházi elöljárói, vezetői
| - 1776-1781 P. Szentes Mózes - 1799-1802 P. Blási Bonaventura - 1802-1805 P. Szekeres Vitál - 1805-1810 P. Portik Károly - 1810-1811 P. Kedves Bálint - 1811-1812 P. Orbán Antal - 1812-1814 P. Salamon Szerafin - 1814-1816 P. Szekeres Vitál - 1816-1819 P. György Jakab - 1819-1820 P. Ladó Károly - 1820-1821 P. Ereős Modeszt, P. Both Mihály, P. Györffy Albert - 1821-1824 P. Göde Ignácz, P. Szász Crysolong - 1824-1825. P. Gyenge Marián, P. Both Mihály, P. Göde Ignácz | - 1825-1832 P. Andrási Ráfael, P. Sánta Dénes - 1832-1833. P. Györfy Ferencz, P. Márkos Cherubin - 1833-1834. P. Györffy Ferencz - 1834-1836 P. Györffy Ferencz, P. Bartos Fülöp - 1836-1837. P. Kánya Fauszt - 1837-1838. P. Márton Lajos, P. Györffy Ferencz - 1838-1843. P. Bodó Sebestyén - 1852-1859. P. Bodó Sebestyén - 1859-1864. P. Bodó Miklós - 1864-1865. P. Endes Aurél - 1865-1866. P. Sándor Bonaventura - 1866-1867. P. Darvas Dezső - 1867-1868. P. Sándor Bonaventura - 1868-1872. P. Elekes Lőrincz - 1872-1875. P. Orbán Bertalan | - 1875-1876. P. Paál K. János - 1876-1879. P. Lázár Mór - 1879-1881. P. Tima Dénes - 1881-1883. P. Bálint László - 1883-1884. P. Tima Dénes - 1884-1885. P. Ferenczi Károly - 1885-1886. P. Kopatz Pátrik - 1886-1888. P. Gyergyai Dezső - 1888-1889. P. Bartha Solán - 1889-1891. P. Sárosy Egyed - 1891-1892. P. Lencs Imre - 1892-1894. P. Lőrincz Oderik - 1894-1985. P. Barta Solán - 1895. P. Kovács Gergely |

A későbbi időkben a Társulat ügyeit a kilenckeddi szónok és a társulati elnök vezette, a csíksomlyói ferences rend főnökének, valamint a szerzetesrend tartományfőnökének ellenőrzése alatt.

## A társulati tagok kötelezettségei
- Az engedélyezett búcsúkat megnyerni.
- A társulat védőszentjét, Páduai Szent Antalt tisztelni.
- Körülményeihez képest, Szent Antal erényeit követni.
- Naponta elmondani Szent Antal dicséretét a hozzá Tartozó Könyörgéssel együtt.
- Megjelenni a  kilenc keddi ájtatosságon, különösen Szent Antal ünnepén június 13-án.
- Megemlékezni, a Társulat elhunyt tagjairól és imádkozni értük.

A tagok  a társulat elé tűzött célok elérése végett, bizonyos jó cselekedetek gyakorlására határozták el magukat, amelyek által a pápai levélben közzétett teljes és nem teljes búcsúkon lelki kegyelemben részesülhettek.
Teljes búcsút nyert minden keresztény:
- Azon a napon, amelyen belépett a Társulatba és igaz bűnbánattal meggyónt és megáldozott.
- Amennyiben a halál előtti órákban meggyóntak és megáldoztak.
- Minden évben egyszer, a Társulat főünnepén, Páduai Szent Antal napján, június 13-án, a templomot, kápolnát vagy imaházat meglátogatták és szentgyónást, szentáldozást végeztek.

Nem tejes búcsúk:
- 7 esztendei és hétszer 40 napi búcsút engedélyeztek minden társulati tagnak a kilenc keddi ájtatosság két első és két utolsó keddjén, ha a Társulat templomában, kápolnájában bűnbánó szívvel meggyóntak,  megáldoztak és imádkoztak.
- 60 napi búcsúban részesültek, amennyiben a Társulat templomában vagy kápolnájában szentmisét hallgattak, vagy más ájtatosságon vettek részt.
- 60 napi búcsút engedélyeztek a Társulat minden tagjának a jámbor, vallásos gyakorlásokért, hogyha segítették a szegényeket, az ellenségeskedőket kibékítették, vagy valami módon a békét mások által kieszközölték. Ugyancsak  búcsút engedélyeztek azoknak, akik az egyházi körmeneteken részt vettek, ha valakit jó útra az üdvösség útjára vezéreltek, ha vallási oktatásokat tartottak, vagyis ahányszor az irgalmasság testi, lelki cselekedeteit gyakorolták.

## Külső hivatkozások
- Csíkszereda honlapja